# Naomi Bashkansky
Naomi Bashkansky (ur. 1 stycznia 2003) – amerykańska szachistka, mistrzyni międzynarodowa.

## Kariera szachowa
Zwyciężyła w US All-Girls National Chess Championships (do lat 10) w kwietniu 2013 i w 2015 (do lat 12). W lipcu 2013 wygrała w Pan-American Youth Chess Championship w Brazylii (do lat 10). W grudniu 2016 została mistrzynią World Schools Champ Title (do lat 13). Zajęła pierwsze miejsce w 2016 World Schools Chess Championship w Soczi (do lat 13). W grudniu 2018 zwyciężyła w North American All Girls Championship. We wrześniu 2019 została północnoamerykańską młodzieżową mistrzynią (do lat 20).
Najwyższy ranking w dotychczasowej karierze osiągnęła 1 maja 2018, z wynikiem 2095 punktów.